# Aspirateur de feuilles

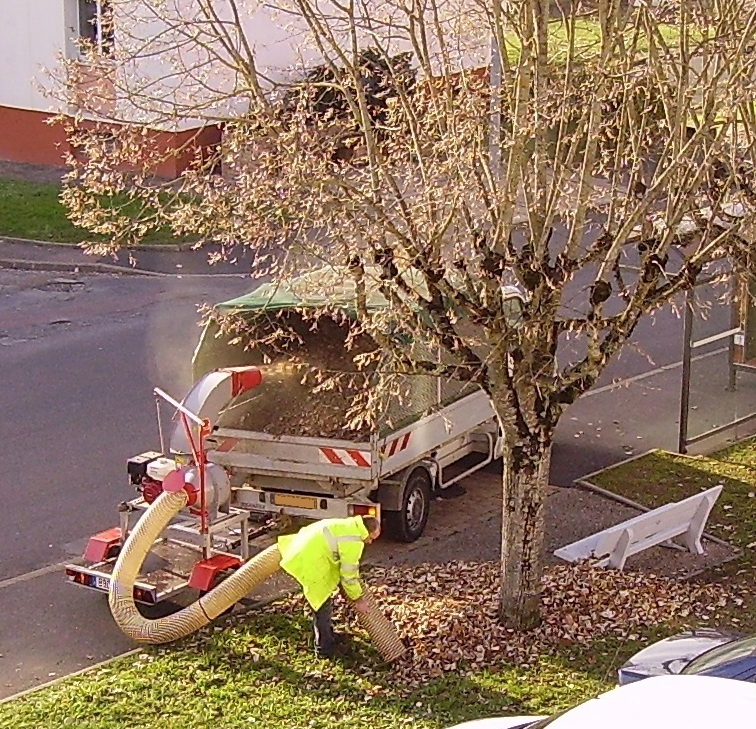
Aspirateur de feuilles utilisé en bordure de route, en ville.

Un aspirateur de feuilles est une machine servant à enlever les résidus verts (principalement les feuilles mortes) d'espaces verts et de voirie. Il est généralement utilisé après le passage d'un souffleur de feuilles.

## Description
La machine est fixée sur une petite remorque. Un moteur à quatre temps ou Diesel, ou la prise de force d'un tracteur, entraîne une turbine qui crée un vide partiel pour aspirer et projeter les résidus par une goulotte orientable, typiquement dans la benne couverte d'une camionnette ou d'un camion. Le diamètre du flexible d'aspiration est important car le débit d'air généré est élevé, ce qui assure un entretien rapide.
Un dispositif de broyage, fixé sur la turbine, peut être présent ; il réduit le volume des résidus et facilite la mise en compost.